# Велтинь
Велтинь (пол. Wełtyń) — село в Польщі, у гміні Ґрифіно Грифінського повіту Західнопоморського воєводства.
Населення — 797 осіб (2011).
У 1975-1998 роках село належало до Щецинського воєводства.

## Демографія
Демографічна структура станом на 31 березня 2011 року:
|          | Загалом | Допрацездатний вік | Працездатний вік | Постпрацездатний вік |
| -------- | ------- | ------------------ | ---------------- | -------------------- |
| Чоловіки | 388     | 75                 | 267              | 46                   |
| Жінки    | 409     | 71                 | 250              | 88                   |
| Разом    | 797     | 146                | 517              | 134                  |